# Manche-d'Épée
Manche d’Épée est un village de la MRC de la Haute-Gaspésie situé sur la route 132, à 85 km à l’est de Sainte-Anne-des-Monts, dans la région de la Gaspésie Îles-de-la-Madeleine. Il fait partie, à compter de 1912, de la paroisse de Sainte-Madeleine. Il constitue, depuis 1916, avec les villages de Madeleine-Centre et de Rivière-Madeleine, la municipalité de Sainte-Madeleine-de-la-Rivière-Madeleine localisée sur la côte nord de la péninsule.

## Toponymie
Le nom du village tire ses origines de la découverte d’une poignée d’épée effectuée par Irénée Pelchat, qui fut le premier pionnier à installer sa famille à cet endroit. Diverses versions de la légende circulent pour expliquer comment cette poignée est devenue un manche dans l’appellation locale,.
Comme tous les villages de la Gaspésie, Manche-d’Épée possède une toponymie riche associée à ses lacs, montagnes, chemins, feux de forêt, caps, et chantier forestier.

## Histoire
La fondation du village remonte à 1866,. À cette date, trois familles, celles d’Irénée Pelchat, de Joseph Fournier et de Johnny Campion viennent s’installer sur les bords de la rivière pour y pratiquer la pêche et l’agriculture. Pelchat est né à Beaumont, et il est un descendant d’une famille normande originaire du département de la Manche. Sa femme, Angélique, est née à Saint-Gervais de Bellechasse. Ils se sont mariés à Beaumont en 1834. Pelchat était postillon sur le territoire s’étendant de Saint-Anne-des-Monts à Rivière-au-Renard (180 km); ils habitaient à Mont-Louis, depuis 1850, lorsqu’ils sont allés fonder Manche d’Épée. 
L’année suivant la fondation du village, un naufrage survient sur les rochers à environ 2 km à l’ouest des premières maisons. Un brick connu sous le nom de Woodstock s’échoue sur le rivage, le 10 décembre 1867. Tandis que les survivants se réfugient chez les habitants, huit personnes meurent dans l’accident. Un médecin venu de Québec, le docteur Parke, à la requête du curé de Mont-Louis, l’abbé David Roussel, leur porte secours. Un autre naufrage, celui du Swordfish, s’était produit 10 jours plus tôt à Gros-Morne, quelques kilomètres plus à l’ouest.
Selon des renseignements obtenus auprès des anciens, la plus vieille maison du village encore habitée aurait été construite avec du bois provenant de ce navire.
L’échouage a aussi contribué à la toponymie locale puisque la pointe rocheuse où le Woodstock s’est écrasé porte depuis cette époque le nom de pointe du Wrack, déformation de l’anglais wreck, qui signifie naufrage.
En 1912, le village est rattaché à la paroisse de Sainte-Madeleine et, en 1916, à la municipalité de Sainte-Madeleine-de-la-Rivière-Madeleine.

## Géographie
Sur la route 132, Manche-d’Épée se trouve à la charnière entre la partie basse qui défile essentiellement au pied des falaises depuis Cap-au-Renard et celle qui emprunte les reliefs montagneux des Chic-Chocs vers l’est jusqu’à Percé.
Sa situation à cet endroit offre une vue spectaculaire sur les caps qui dominent l’estuaire du Saint-Laurent. Notons que ces falaises sont le lieu de phénomènes dits « d’éboulis stratifiés » qui ont été observés de près par des scientifiques. Autrement, ces éboulis ont représenté un risque pour les automobilistes qui circulaient sur ce segment plat de la route que l’on nomme « les plains ».
À 1 km au sud de la localité a été constituée la réserve écologique de Manche-d'Épée, qui couvre une superficie de 573,24 hectares. Elle a été créée pour assurer la protection d’une érablière sucrière à bouleau jaune au creux d’une vallée où coule la rivière. Cette vallée fortement encaissée s’ouvre au nord sur une largeur de 300 mètres, alors qu’au sud elle se rétrécit et s’élève pour atteindre 400 mètres.
La rivière de Manche d'Épée prend sa source au Premier lac, et son affluent principal est la décharge du lac Raphaël; elle se jette dans l’estuaire, à l’ouest du village, 7,5 km plus au nord. 
C’est d’ailleurs dans cet arrière-pays qu’est installé une large portion du Parc éolien de Gros-Morne dont le territoire s’échelonne entre la partie est du village de Gros-Morne et l’ouest du village de Madeleine-Centre, tout en ceinturant Manche-d’Épée. Ce parc de 141 éoliennes a une puissance de 211,5 MW.

## Tourisme
Le Sentier international des Appalaches est un réseau de randonnée pédestre qui traverse le territoire de Manche-d’Épée dans sa partie montagneuse. Cette portion dans les Chic-Chocs se situe sur l’itinéraire allant du mont Jacques-Cartier au parc national de Forillon. 
La vocation de la localité ayant changé au fil des années, plusieurs maisons sont maintenant offertes à la location pour les gens qui recherchent des vacances au calme près de la nature, autant l’hiver que l’été. De nombreuses activités se déroulent dans les villages compris entre Sainte-Anne-des-Monts et Gaspé.
Manche-d'Épée fait partie de la région touristique de la Gaspésie

## Arts
La beauté de l’endroit a inspiré plusieurs peintres comme Claude Piché, Sylvain Gagnon, Bruno Côté ou Viateur Lapierre.